# Abd al-Uwar
Abd al-Uwar fou valí de Saragossa al segle ix.
Va negociar amb el comte Humfrid de Barcelona i Narbona un tractat d'amistat el 857, o començaments del 858, després del qual Humfrid va marxar a França per ajudar Carles el Calb. El 858, a petició d'Humfrid, va protegir l'expedició dels benedictins Usuard i Odilard, de l'abadia de Saint-Germain-des-Prés, que van traslladar les relíquies dels màrtirs cordovesos Jordi, Aureli i Natàlia, executats el 852, que els havia cedit el bisbe de Saragossa, trasllat habitual en aquells temps quan els monestirs anaven arreu a buscar relíquies per atreure visitants.